# Baskíria zászlaja
Baskíria zászlajában a stilizált kuraj virág (Salsola kali) a barátság szimbóluma. Hét szirma azt a hét törzset jelképezi, amelyek megalapozták a baskír nép egységét és békéjét.
A kék a baskírok gondolatainak integritását és erényességét szimbolizálja; a fehér békés természetüket, nyitottságukat és együttműködési készségüket, a zöld pedig a békét és az örök életét jelenti.